# Nik Spatari
Nicodemo Spatari detto Nik (Mammola, 16 aprile 1929 – Mammola, 25 agosto 2020) è stato un pittore, scultore e architetto italiano, membro della comunità sorda.
Nel corso della sua carriera pittorica e scultorea, Spatari fu autore di numerose opere all'interno di luoghi di culto calabresi, tra i quali le vetrate, gli affreschi e il mosaico sull'altare della Chiesa del monastero di San Domenico a Reggio Calabria. È l'ideatore del Parco Museo Santa Barbara.

## Biografia

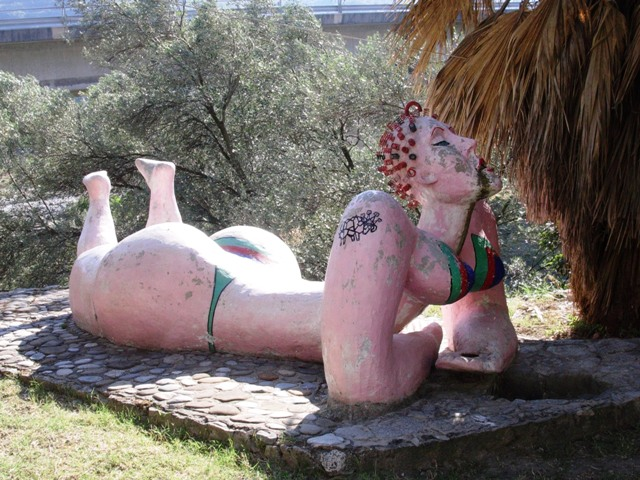
Donna al sole, Parco museo Santa Barbara, Mammola

All'età di nove anni vinse il premio internazionale di pittura dell'Asse Roma-Tokio-Berlino. Per un trauma subìto nel 1940 perse l'udito e fu costretto a diventare un autodidatta, sviluppando le proprie capacità anche in campo scultoreo e architettonico, partendo dal confronto immediato con i materiali.
Durante gli anni cinquanta e anni sessanta viaggiò in Europa. Nel 1958 espose alla Biennale di Venezia.
Alla fine degli anni cinquanta, si stabilì a Losanna, dove creò il prismatismo. Incontrò una giovane collezionista olandese, Hiske Maas, che lo invitò a Parigi dove i due si sposarono, stabilendovisi per qualche tempo.
A Parigi entrò in contatto con il mondo artistico e culturale e frequentò per circa due anni lo studio di Le Corbusier, congeniale alla sua inclinazione verso il primitivismo. Conobbe anche Jean Cocteau e incontrò Picasso e Max Ernst. Aderì al gruppo di artisti gravitanti intorno alla galleria CIGAPS (Centre international de groupement d'artistes peintres, sculpteurs).
Tornato in Italia nel 1966, si stabilì per un periodo a Milano dove, insieme a Hiske Maas aprì la galleria d'arte Studio Hiske, a Brera, che rimase attiva fino al 1978.
Sul finire degli anni sessanta, Spatari decise di tornare in Calabria insieme ad Hiske Maas: si stabilì per un breve periodo a Chiaravalle Centrale (CZ) dove su commessa dei Frati Minori Cappuccini e di qualche mecenate del luogo, dipinse l'abside e alcune cappelle laterali dell'antico Convento (alcune delle opere si possono ancora ammirare). 
Poi tornò nel suo paese a Mammola, con l'intento di lavorare a un suo progetto: la realizzazione di un museo-laboratorio d'arte contemporanea. A partire dal 1969 fu realizzato il Parco museo Santa Barbara a Mammola, sui resti di un monastero basiliano sul fiume Torbido. All'interno è ospitato il grande affresco tridimensionale del Sogno di Giacobbe.
Oltre a queste opere Spatari dipinse un intero santuario dedicato a San Nicodemo nel comune di Mammola, nei pressi dell'altopiano della Limina.
Due sue opere, Golgota (1965 circa) e Ultima cena (1966), sono conservate presso la Galleria d'arte contemporanea della Pro Civitate Christiana di Assisi.